# Проведение под ярмом

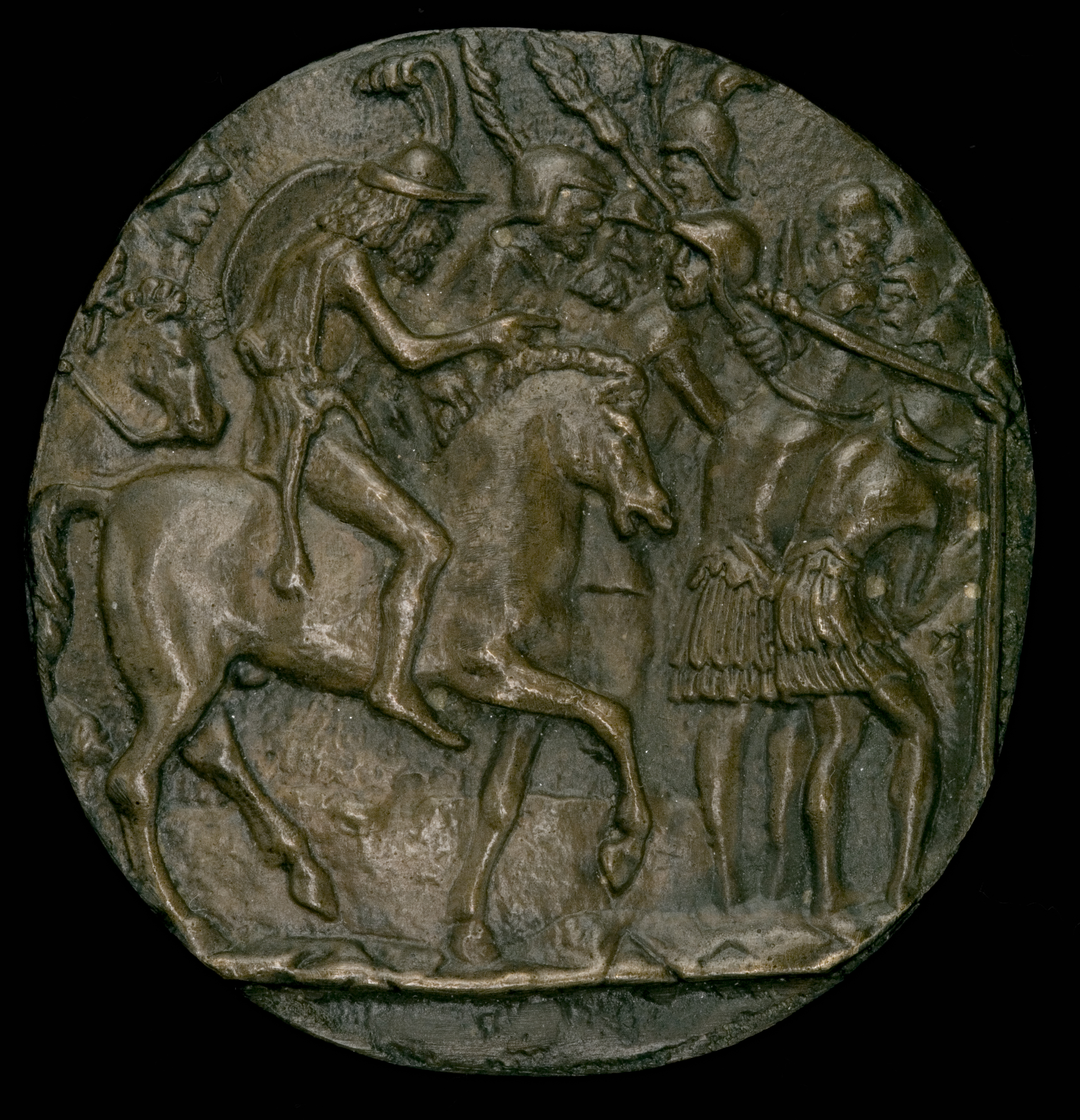
Медальон, изображающий римских солдат (справа), которых самниты (слева) после битвы в Кавдинском ущелье заставляют пройти под ярмом (Псевдо-Мелиоли, ок. 1500)

Проведе́ние под ярмо́м, прохожде́ние под и́гом (лат. sub iugum missio, sub iugum intratio) — ритуал публичного унижения пленённого войска, практиковавшийся в Древнем Риме и у ряда италийских племён, затем и у народов, взаимодействовавших с Римом.

## Описание
В случае захвата вражеского войска у полководцев древней Италии были три возможности: 1) убить всех пленных, 2) продать их в рабство и 3) освободить пленных с наложением на них и/или их государство тех или иных условий. Одним из таких условий, применявшимся в войнах, в которых участвовали римляне и другие народы этого региона, было прохождение под ярмом.
Вначале этот обряд был очистительным. Тит Ливий описывает его впервые в отношении одного из Горациев, единственного оставшегося в живых после боя Горациев и Куриациев. Воин, убивший сестру, которая оплакивала своего жениха Куриация, должен был очиститься от преступления, пройдя с покрытой головой под балкой, специально перекинутой через улицу (этот «брус сестры», sororium tigillum, сохранялся на склоне Оппийского холма в Риме ещё во времена Ливия, то есть как минимум до начала нашей эры). С этим связан и другой очистительный обряд, применявшийся римлянами к собственному войску, которое возвращалось из похода, — прохождение под триумфальной аркой (porta triumphalis). Обычай возведения подобных сооружений восходит к культуре древних этрусков в Италии и народов Ближнего Востока. Согласно обычаю войско после сражения не могло войти в город без очищения от пролитой крови и должно было оставаться вне городских стен на «поле мёртвых» (campus mortius). Для процедуры очищения возводили ворота из двух вертикальных столбов и горизонтальной балки, окрашенных в красный цвет.
Проведение под ярмом как позорящий ритуал впервые описано у Ливия в эпизоде, когда в 458 году до н. э. римский диктатор Луций Квинкций Цинциннат разбил эквов. «Ярмо» для обряда, описанного Ливием, представляло собой два воткнутых в землю копья и третье, прикреплённое к ним горизонтально. Разоружённые солдаты, без воинских отличий, со своими вождями во главе должны были пройти под ярмом, одетые лишь в нижние туники (одежда, характерная скорее для раба, чем для свободного гражданина). Считалось, что прохождение под ярмом очищает врага от его злых намерений, но одновременно этот обряд был унижением как для самих проходящих под ярмом воинов, так и для их народа и государства.
Обряд проведения под ярмом применялся и противниками Рима по отношению к потерпевшим поражение римским войскам, например после битвы в Кавдинском ущелье (321 г. до н. э.) и во время Югуртинской войны в 110 г. до н. э.